# 天津地铁12号线
天津地铁12号线，是天津轨道交通天津地铁中长期规划中的线路之一。目前，天津地铁12号线规划北起北辰区北仓，南至津南区大寺，线路长度数据未披露，共设38座车站。

## 设站
天津地铁12号线自北辰区起設北仓站、津保工业园站、北辰西道站、韩家墅站、北韩路站、商业大学站、前园工业园站、江源西道站、江源道站、南运河站、人民医院站、铃铛阁站、西北角站、北马路站、东北角站、狮子林大街站、金狮桥站、王串场站、王串场公园站、幸福公园站、凤凰路站、卫国道站、万辛庄站、万东路站、中山门二号路站、二宫站、富华小区站、富民路站、陈塘庄站、陈塘站、玛钢厂站、长泰河东站、梅林路站、领世郡站、津港高速站、北口村站、大寺站等38座车站。

## 内部链接
- 天津地铁
- 天津轨道交通